# United/Zyklon B Zombie
United/Zyklon B Zombie – 7" singel industrialnej grupy Throbbing Gristle, wydany w roku 1978.
Tekst do utworu "Zyklon B Zombie" został napisany przez Genesisa P-Orridge'a. W utworze tekst jest zniekształcony - muzycy starali się oddać w studiu akustykę komory gazowej.

## Lista utworów
Strona A
"United"
Strona B
"Zyklon B Zombie"